# Estadio Spartak (Varna)
El Stadion Spartak (en búlgaro: Стадион „Спартак“, en inglés: Spartak Stadium) es un estadio multiusos ubicado en la ciudad de Varna, Bulgaria que es utilizado principalmente para partidos de fútbol y que actualmente es la sede del FC Spartak Varna.

## Historia
El estadio inició su etapa de construcción en 1962 y fue inaugurado en 1964 con capacidad para 8,000 espectadores. El estadio incluye cafetería y campos artificiales anexos. Está ubicado no muy lejos del centro de la ciudad.
Tuvo una gran reconstrucción en 2019 y fue reinaugurado un año después.